# فالوسانيات
صنف الفالوسانيات (الاسم العلمي: Phallomycetidae) هو صنف من الفطريات يتبع الطائفة الغاريقونانية من شعيبة الغاريقونينية.

## رتب
- الفالوسيات
- النيجميات